# Linyphia lurida
Linyphia lurida är en spindelart som först beskrevs av Eugen von Keyserling 1886.  Linyphia lurida ingår i släktet Linyphia och familjen täckvävarspindlar.
Artens utbredningsområde är Colombia. Inga underarter finns listade i Catalogue of Life.